# 保守党 (デンマーク)
保守党(ほしゅとう、デンマーク語: Det Konservative Folkeparti)は、デンマークの保守主義政党、リバタリアニズム政党。1915年設立。正式名は保守国民党。国際民主同盟加盟政党。都市部の中産階級(裕福な自営業者や大企業の経営者)を支持基盤にしてきた。1950年代にヴェンスタとの合併が検討されたが見送られた。主な政策は減税、経済におけるフレキシビリティの拡大などである。社会政策はかなりリベラルで他の先進諸国の保守政党とは一線を画する。デンマークにおけるブルジョワブロックの本来のリーダーだが、近年、支配力は弱体化し、仮に政権獲得の機会があっても結果としてヴェンスタ（自由党）などに譲ることが多くなっている。
「極右（デンマーク的には必ずしも極右とは言えない）」のデンマーク国民党の党勢拡大の影響を受けていたり、新党自由同盟が勢いを伸ばす中で、党としての明確なスタンスが定まらない理由などもあって、保守党の得票率は徐々に減少しており、党勢の現状維持にもかなり苦労している。